# Lin Qingfeng
Lin Qingfeng (Fujian, 26 gennaio 1989) è un sollevatore cinese, vincitore della medaglia d'oro a Londra 2012, attivo nella categoria dei pesi leggeri (fino a 69 kg.).